# ريكا لوكا جاني
ريكا لوكا جاني (بالمجرية: Jani Réka Luca)‏ مواليد 31 يوليو 1991 في المجر، هي لاعبة كرة مضرب مجرية تلعب باليد اليمنى وتحتل حالياً المرتبة 224 (21 مارس 2016) في تصنيف رابطة محترفات كرة المضرب. أعلى تصنيف لها في الفردي كان 147. أعلى تصنيف لها في الزوجي كان 159.

## روابط خارجية
- ريكا لوكا جاني على موقع رابطة محترفات التنس (الإنجليزية)
- ريكا لوكا جاني على موقع الاتحاد الدولي لكرة المضرب (الإنجليزية)
- ريكا لوكا جاني على موقع كأس بيلي جين كينغ (الإنجليزية)
- ريكا لوكا جاني على موقع خلاصة التنس.كوم (الإنجليزية)
- ريكا لوكا جاني على موقع أوليمبيديا (الإنجليزية)